# Torpa kyrka, Småland

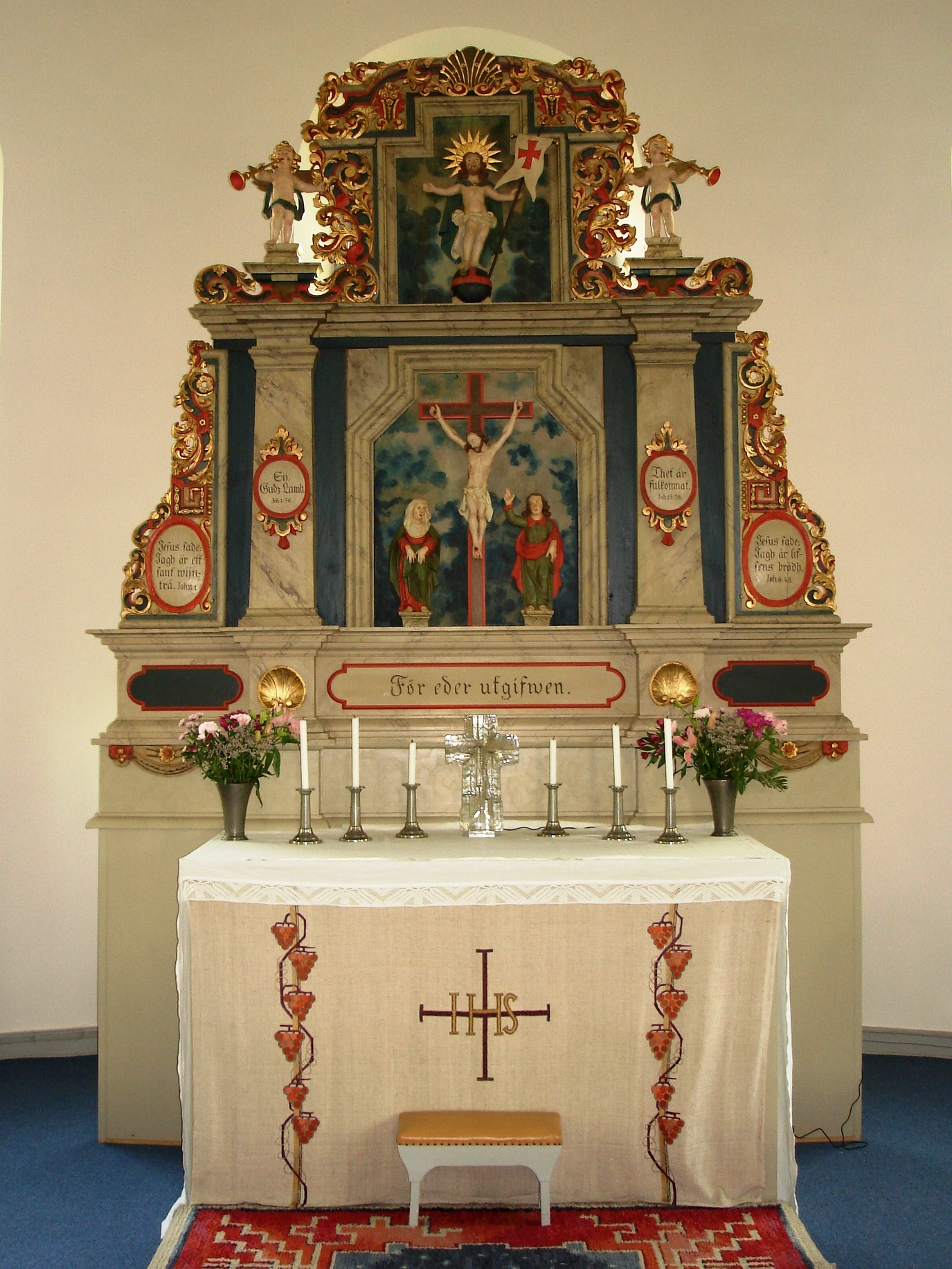
Altaruppsats i barock

Torpa kyrka är en kyrkobyggnad som tillhör Torpa församling i Växjö stift. Kyrkan ligger i kyrkbyn Torpa i Torpa socken, Ljungby kommun.

## Kyrkobyggnaden
Föregående kyrkobyggnad tillkom troligen på 1200-talet.
Nuvarande stenkyrka uppfördes 1864-1865, enligt Johan Adolf Hawermans ritningar, och invigdes 17 september 1865 av biskop Henrik Gustaf Hultman. Målningen av kyrkan var inte färdig vid invigningen utan slutfördes först år 1877.
Kyrkan är uppförd i nyklassicistisk stil och består av ett rektangulärt  långhus med ett halvrunt  kor i öster. Tornet i väster med dubbla ljudöppningar  har en lanternin  med spetsgavlar och en spira krönt av ett kors. I tornet hänger två kyrkklockor från 1967 och den gamla lillklockan från medeltiden. Den gamla storklockan från 1689 står i vapenhuset.
Interiören är av salkyrkotyp. Kyrkorummet är försett med tunnvalv. Korbågen är prydd med bibelspråket: ÄRA VARE GUD I HÖJDEN. Kortaket är dekorerat himmelsblått med  vita moln.
En restaurering genomfördes 1949-1951 då kyrkorummets sittplatser minskades från 800 till cirka hälften för att ge plats åt sakristia och konfirmandrum.  1991 företogs en exteriör och interiör restaurering.

## Inventarier
- Dopfunten är från 1200-talet.
- Ett triumfkrucifix är från 1300-talet.
- En  Madonnabild av lövträ är från 1200-talet.
- En Sankt Mikaelsbild  är från 1200-talet.
- En Sankta Margaretabild är från 1500-talet.
- Altaruppsats  i  barock utförd  1749.
- Altarring med svarvade balusterdockor.
- Predikstol med ljudtak i nyklassicistisk stil. Korgen är  prydd med förgyllda symboler.
- Bänkinredning med dörrar mot mittgången.
- Orgelläktare.

## Orgel
Orgel byggd 1875 av Carl Elfström, Ljungby. Ombyggd  1960. Renoverad 1998. Restaurerades 2013. Den ursprungliga orgelfasaden är bevarad. Orgeln är mekanisk.
| Huvudverk I         | Svällverk II      | Pedal         | Koppel |
| Borduna 16´         | Rörflöjt 8´       | Subbas 16´    | I/P    |
| Principal 8´        | Flöjt 4´          | Violoncell 8´ | II/P   |
| Gedackt 8´          | Flageolett 2´     | Flöjtbas 4´   | II/I   |
| Gemshorn 8´         | Octava 1'         |               |        |
| Octava 4'           | Crescendosvällare |               |        |
| Hålflöjt 4'         |                   |               |        |
| Tertia 3 1/2'       |                   |               |        |
| Quinta 3'           |                   |               |        |
| Octava 2'           |                   |               |        |
| Sesquialtera 2 chor |                   |               |        |

### Webbkällor
- Ljungby kyrkliga samfällighet
- byggnadspresentation
- Wikimedia Commons har media som rör Torpa kyrka, Småland.